# Ен (грузинська літера)
Ен (ენი, [ɛn]) — п'ята літера грузинської абетки.
Голосна літера. Вимовляється як українська [ е ] (МФА  [ɛ]). За міжнародним стандартом ISO 9984 транслітерується як e.

## Історія
| Асомтаврулі | Нусхурі | Мхедрулі |
| ----------- | ------- | -------- |
|             |         |          |

## Юнікод
- Ⴄ : U+10A4
- ე : U+10D4